# جربارة زعفرانية
جربارة زعفرانية (الاسم العلمي:Gerbera crocea) هي نوع من النباتات تتبع جنس الجربارة من الفصيلة النجمية.